# Quan chức Chủ tọa Thượng viện Hoa Kỳ
Quan chức Chủ tọa Thượng viện Hoa Kỳ (tiếng Anh: Presiding Officer of the United States Senate) là quan chức có nhiệm vụ chủ tọa và duy trì trật tự tại Thượng viện Hoa Kỳ, có quyền chỉ định thành viên phát biểu, giải thích các quy tắc, thông lệ và tiền lệ của Thượng viện. Quan chức chủ tọa Thượng viện thực chất chỉ là vai trò, không có một văn phòng thực tế. Vai trò chủ tọa theo hiến pháp được giao cho: Phó Tổng thống Hoa Kỳ (thường ngày), Chủ tịch Thượng viện tạm quyền (khi Phó Tổng thống vắng mặt), Chánh án Tòa án Tối cao (chỉ trong các phiên luận tội Tổng thống Hoa Kỳ).
Hiến pháp Hoa Kỳ quy định Phó Tổng thống đồng thời làm Chủ tịch Thượng viện, chỉ bỏ phiếu khi số phiếu hòa. Các Phó Tổng thống thời kỳ đầu đóng vai trò tích cực trong việc thường xuyên chủ tọa Thượng viện, với Chủ tịch Thượng viện tạm quyền chỉ được triệu tập trong thời gian Phó Tổng thống vắng mặt. Trong suốt thế kỷ 20, vai trò của Phó Tổng thống đã hướng sang nhánh hành pháp. Hiện nay, Phó Tổng thống thường được coi là một phần không thể thiếu trong chính quyền của tổng thống và chỉ chủ tọa Thượng viện trong các nghi lễ hoặc khi cần bỏ phiếu phá vỡ thế hòa. Hiện nay, vai trò chủ tọa Thượng viện của Phó Tổng thống thường được coi như là một trong những hình thức kiểm tra và cân đối của cơ quan hành pháp đối với cơ quan lập pháp.
Hiến pháp cũng quy định việc chọn ra một Chủ tịch Thượng viện tạm quyền. Thượng nghị sĩ này chủ tọa khi Phó Tổng thống vắng mặt. Các Chủ tịch tạm quyền sẽ luôn luôn chủ tọa theo hiến pháp nếu không có Phó Tổng thống. Theo truyền thống, Chủ tịch Thượng viện tạm quyền luôn luôn là Thượng nghị sĩ thâm niên nhất đảng đa số. Trong thực tế tại Thượng viện hiện đại, Chủ tịch tạm quyền cũng không thường xuyên thực hiện vai trò chủ tọa (dù đó là quyền hiến định của họ). Thay vào đó, theo quy định của Quy tắc I, đảng đa số thường chỉ định một thượng nghị sĩ thứ cấp làm chủ tọa để họ học tập cách làm việc của Thượng viện.
Khi Thượng viện xét xử một Tổng thống Hoa Kỳ đương nhiệm, theo Hiến pháp, Chánh án sẽ chủ tọa, vì vậy trong đa phần lịch sử Thượng viện, Chánh án chỉ chủ tọa Thượng viện trong 3 lần, mỗi lần kéo dài vài ngày, cho đến khi kết thúc phiên luận tội.

## Vai trò theo Hiến pháp
Theo Điều Một, Mục 3, Khoản 4, Phó Tổng thống Hoa Kỳ sẽ luôn là Chủ tịch Thượng viện. Với cương vị này, Phó Tổng thống sẽ chủ tọa các phiên họp thường ngày của Thượng viện, chỉ bỏ phiếu phá vỡ thế hòa. Từ John Adams năm 1789 đến Richard Nixon vào những năm 1950, chủ tọa Thượng viện là nhiệm vụ chính của Phó Tổng thống, người có văn phòng ở Điện Capitol, được các nhân viên hỗ trợ và nhận lương từ Quốc hội, hiếm khi được mời tham gia các cuộc họp nội các hoặc các hoạt động hành pháp khác. Năm 1961, Phó Tổng thống Lyndon B. Johnson chuyển văn phòng chính của ông từ Điện Capitol đến Nhà Trắng, cho thấy sự chú ý của ông đối với nhánh hành pháp, và ông cũng chỉ tham dự các phiên họp của Thượng viện vào những dịp quan trọng hay cần bỏ phiếu phá vỡ thế hòa. Việc làm của Johnson đánh dấu việc vai trò chính của Phó Tổng thống giờ đây là các hoạt động hành pháp.
Theo Điều 1, Mục 3, Khoản 5, Thượng viện sẽ chọn ra một Chủ tịch Thượng viện tạm quyền, vai trò sẽ tương tự như Chủ tịch Thượng viện và sẽ chủ tọa khi Chủ tịch (Phó Tổng thống) vắng mặt. Vì vai trò chính của Phó tổng thống là chủ tọa thế kỷ 18 và 19 nên Thượng viện quyết định chỉ bầu Chủ tịch tạm quyền khi Phó Tổng thống vắng mặt. Do đó, Thượng viện chỉ bầu Chủ tịch tạm quyền để chủ tọa một phiên họp duy nhất.
Trong Thế kỷ 19, Thượng viện có 3 lần không có cả Chủ tịch và Chủ tịch tạm quyền:
- Từ 9 – 11 tháng 7 năm 1850, khi chức Phó Tổng thống bỏ trống do Millard Fillmore đã trở thành tổng thống sau cái chết của Zachary Taylor, cho đến khi William R. King được bầu làm Chủ tịch tạm quyền;
- 19 tháng 9 – 10 tháng 10 năm 1881, khi chức Phó Tổng thống bỏ trống do Chester Arthur đã trở thành tổng thống sau cái chết của James A. Garfield, cho đến khi Thomas F. Bayard được bầu làm Chủ tịch tạm quyền;
- 25 tháng 11 – 7 tháng 12 năm 1885, khi chức Phó Tổng thống bỏ trống do Thomas A. Hendricks qua đời, cho đến khi John Sherman được bầu làm Chủ tịch tạm quyền.

Ngoài ra, Điều 1, Mục 3, Khoản 6 trao cho Thượng viện quyền xét xử các phiên tòa luận tội liên bang. Trong các phiên tòa thì Chánh án sẽ chủ tọa các phiên tòa luận tội tổng thống. Quy tắc này ra đời để tránh việc Phó Tổng thống chủ tọa sẽ hướng các Thượng nghị sĩ luận tội nhằm bãi nhiệm Tổng thống, rồi chính Phó Tổng thống sau đó sẽ kế nhiệm và trở thành Tổng thống. Chánh án đã chủ tọa ba lần như vậy:
- Chánh án Salmon P. Chase chủ tọa phiên tòa luận tội Andrew Johnson năm 1868;
- Chánh án William H. Rehnquist chủ tọa phiên tòa luận tội Bill Clinton năm 1999;
- Chánh án John Roberts chủ tọa phiên tòa luận tội Donald Trump đầu tiên năm 2020.

Có một trường hợp đặc biệt là khi Thượng viện xét xử phiên tòa luận tội một cựu Tổng thống, Chánh án không cần chủ tọa. Trường hợp này xảy ra vào tháng 2 năm 2021, khi Thượng viện xét xử cựu Tổng thống Donald Trump, Chánh án John Roberts đã không chủ tọa mà thay vào đó là Chủ tịch tạm quyền Patrick Leahy.
Theo Điều Một, Mục 5, Khoản 2, Thượng viện được phép tự thiết lập các quy tắc hoạt động của riêng mình, bao gồm cả vai trò và nhiệm vụ của quan chức chủ tọa. Những quy tắc đó được gọi là Quy tắc thường trực của Thượng viện Hoa Kỳ, và Quy tắc Một quy định rõ vai trò của quan chức chủ tọa trong các hoạt động hàng ngày của Thượng viện. Quy tắc này công nhận vai trò được ủy quyền theo hiến pháp của Phó Tổng thống và Chủ tịch tạm quyền, nhưng cũng cho phép bổ nhiệm một Thượng nghị sĩ bất kì để chủ tọa thay thế cho Chủ tịch tạm quyền. Vì vậy, hiện này, rất hiếm khi vai trò chủ tọa thực sự được Chủ tịch tạm quyền đảm nhiệm (và càng hiếm khi Phó Tổng thống đảm nhiệm). Thay vào đó, một thượng nghị sĩ thứ cấp được chỉ định từ đảng đa số sẽ thực hiện công việc này để học hỏi cách làm việc của Thượng viện.

## Cách xưng hô
Quan chức chủ tọa thường được xưng hô là "Mr. President" (Thưa Chủ tịch) hoặc "Madam President" (Thưa Bà Chủ tịch). Trong các phiên tòa luận tội tổng thống, Chánh án được xưng hô là "Mr. Chief Justice" (Thưa Chánh án).
Khi Thượng viện và Hạ viện họp chung để nghe bài phát biểu của Tổng thống Hoa Kỳ, đã có các thông lệ đã khác nhau về cách Tổng thống Hoa Kỳ xưng hô với Phó Tổng thống. Theo thông lệ, các Tổng thống từ George Washington đến George H.W. Bush xưng hô với Phó Tổng thống là "Mr. President" (Thưa Chủ tịch) trong khi phát biểu tại một phiên họp chung của Quốc hội, đề cập tới vai trò của họ với tư cách Chủ tịch Thượng viện. Tuy nhiên, mọi tổng thống kể từ Bill Clinton đều xưng hô với Phó Tổng thống là "Mr./Madam Vice President" (Thưa Ông/Bà Chủ tịch).

## Danh sách Quan chức Chủ tọa
Danh sách này gồm tất cả các Quan chức Chủ tọa chính thức. Trong hầu hết thời gian, Phó Tổng thống là Quan chức Chủ tọa chính thức. Trong trường hợp chức Phó Tổng thống bị bỏ trống thì Quan chức Chủ tọa chính thức là Chủ tịch Thượng viện tạm quyền. Còn trong phiên tòa luận tội Tổng thống, Quan chức Chủ tọa chính thức là Chánh án Tòa án Tối cao Hoa Kỳ.
| Quan chức Chủ tọa chính thức                        | Quan chức Chủ tọa chính thức        | Nhiệm kỳ                                    | Tiểu bang     | Vị trí                                                                     |
| --------------------------------------------------- | ----------------------------------- | ------------------------------------------- | ------------- | -------------------------------------------------------------------------- |
|                                                     | John Langdon (1741–1819)            | 6 tháng 4 năm 1789 – 21 tháng 4 năm 1789    | New Hampshire | Chủ tịch Thượng viện tạm quyền                                             |
|                                                     | John Adams (1735–1826)              | 21 tháng 4 năm 1789 – 4 tháng 3 năm 1797    | Massachusetts | Phó Tổng thống Hoa Kỳ                                                      |
|                                                     | Thomas Jefferson (1743–1826)        | 4 tháng 3 năm 1797 – 4 tháng 3 năm 1801     | Virginia      | Phó Tổng thống Hoa Kỳ                                                      |
|                                                     | Aaron Burr (1756–1836)              | 4 tháng 3 năm 1801 – 4 tháng 3 năm 1805     | New York      | Phó Tổng thống Hoa Kỳ                                                      |
|                                                     | George Clinton (1739–1812)          | 4 tháng 3 năm 1805 – 20 tháng 4 năm 1812    | New York      | Phó Tổng thống Hoa Kỳ                                                      |
|                                                     | William H. Crawford (1772–1834)     | 20 tháng 4 năm 1812 – 4 tháng 3 năm 1813    | Georgia       | Chủ tịch Thượng viện tạm quyền                                             |
|                                                     | Elbridge Gerry (1744–1814)          | 4 tháng 3 năm 1813 – 23 tháng 11 năm 1814   | Massachusetts | Phó Tổng thống Hoa Kỳ                                                      |
|                                                     | John Gaillard (1765–1826)           | 25 tháng 11 năm 1814 – 4 tháng 3 năm 1817   | Nam Carolina  | Chủ tịch Thượng viện tạm quyền                                             |
|                                                     | Daniel D. Tompkins (1774–1825)      | 4 tháng 3 năm 1817 – 4 tháng 3 năm 1825     | New York      | Phó Tổng thống Hoa Kỳ                                                      |
|                                                     | John C. Calhoun (1782–1850)         | 4 tháng 3 năm 1825 – 28 tháng 12 năm 1829   | Nam Carolina  | Phó Tổng thống Hoa Kỳ                                                      |
|                                                     | Hugh Lawson White (1773–1840)       | 28 tháng 12 năm 1829 – 4 tháng 3 năm 1833   | Tennessee     | Chủ tịch Thượng viện tạm quyền                                             |
|                                                     | Martin Van Buren (1782–1862)        | 4 tháng 3 năm 1833 – 4 tháng 3 năm 1837     | New York      | Phó Tổng thống Hoa Kỳ                                                      |
|                                                     | Richard M. Johnson (1780–1850)      | 4 tháng 3 năm 1837 – 4 tháng 3 năm 1841     | Kentucky      | Phó Tổng thống Hoa Kỳ                                                      |
|                                                     | John Tyler (1790–1862)              | 4 tháng 3 năm 1841 – 4 tháng 4 năm 1841     | Virginia      | Phó Tổng thống Hoa Kỳ                                                      |
|                                                     | Samuel L. Southard (1787–1842)      | 4 tháng 4 năm 1841 – 31 tháng 5 năm 1842    | New Jersey    | Chủ tịch Thượng viện tạm quyền                                             |
|                                                     | Willie P. Mangum (1792–1861)        | 31 tháng 5 năm 1842 – 4 tháng 3 năm 1845    | Bắc Carolina  | Chủ tịch Thượng viện tạm quyền                                             |
|                                                     | George M. Dallas (1792–1864)        | 4 tháng 3 năm 1845 – 4 tháng 3 năm 1849     | Pennsylvania  | Phó Tổng thống Hoa Kỳ                                                      |
|                                                     | Millard Fillmore (1800–1874)        | 4 tháng 3 năm 1849 – 9 tháng 7 năm 1850     | New York      | Phó Tổng thống Hoa Kỳ                                                      |
| Bỏ trống 9 tháng 7 năm 1850 – 11 tháng 7 năm 1850   |                                     |                                             |               |                                                                            |
|                                                     | William R. King (1786–1853)         | 11 tháng 7 năm 1850 – 20 tháng 12 năm 1852  | Alabama       | Chủ tịch Thượng viện tạm quyền                                             |
|                                                     | David Rice Atchison (1807–1886)     | 20 tháng 12 năm 1852 – 4 tháng 3 năm 1853   | Missouri      | Chủ tịch Thượng viện tạm quyền                                             |
|                                                     | William R. King (1786–1853)         | 4 tháng 3 năm 1853 – 18 tháng 4 năm 1853    | Alabama       | Phó Tổng thống Hoa Kỳ                                                      |
|                                                     | David Rice Atchison (1807–1886)     | 18 tháng 4 năm 1853 – 4 tháng 12 năm 1854   | Missouri      | Chủ tịch Thượng viện tạm quyền                                             |
|                                                     | Lewis Cass (1782–1866)              | 4 tháng 12 năm 1854                         | Michigan      | Chủ tịch Thượng viện tạm quyền                                             |
|                                                     | Jesse D. Bright (1812–1875)         | 5 tháng 12 năm 1854 – 9 tháng 6 năm 1856    | Indiana       | Chủ tịch Thượng viện tạm quyền                                             |
|                                                     | Charles E. Stuart (1810–1887)       | 9 tháng 6 năm 1856 – 10 tháng 6 năm 1856    | Michigan      | Chủ tịch Thượng viện tạm quyền                                             |
|                                                     | Jesse D. Bright (1812–1875)         | 11 tháng 6 năm 1856 – 6 tháng 1 năm 1857    | Indiana       | Chủ tịch Thượng viện tạm quyền                                             |
|                                                     | James Murray Mason (1798–1871)      | 6 tháng 1 năm 1857 – 4 tháng 3 năm 1857     | Virginia      | Chủ tịch Thượng viện tạm quyền                                             |
|                                                     | John C. Breckinridge (1821–1875)    | 4 tháng 3 năm 1857 – 4 tháng 3 năm 1861     | Kentucky      | Phó Tổng thống Hoa Kỳ                                                      |
|                                                     | Hannibal Hamlin (1809–1891)         | 4 tháng 3 năm 1861 – 4 tháng 3 năm 1865     | Maine         | Phó Tổng thống Hoa Kỳ                                                      |
|                                                     | Andrew Johnson (1808–1875)          | 4 tháng 3 năm 1865 – 15 tháng 4 năm 1865    | Tennessee     | Phó Tổng thống Hoa Kỳ                                                      |
|                                                     | Lafayette S. Foster (1806–1880)     | 15 tháng 4 năm 1865 – 2 tháng 3 năm 1867    | Connecticut   | Chủ tịch Thượng viện tạm quyền                                             |
|                                                     | Benjamin Wade (1800–1878)           | 2 tháng 3 năm 1867 – 3 tháng 3 năm 1869     | Ohio          | Chủ tịch Thượng viện tạm quyền                                             |
|                                                     | Salmon P. Chase (1808–1873)         | 13 tháng 3 năm 1868 – 26 tháng 5 năm 1868   | Ohio          | Chánh án Tòa án Tối cao (tại Phiên tòa luận tội Andrew Johnson)            |
|                                                     | Schuyler Colfax (1823–1885)         | 4 tháng 3 năm 1869 – 4 tháng 3 năm 1873     | Indiana       | Phó Tổng thống Hoa Kỳ                                                      |
|                                                     | Henry Wilson (1812–1875)            | 4 tháng 3 năm 1873 – 22 tháng 11 năm 1875   | Massachusetts | Phó Tổng thống Hoa Kỳ                                                      |
|                                                     | Thomas W. Ferry (1827–1896)         | 22 tháng 11 năm 1875 – 4 tháng 3 năm 1877   | Michigan      | Chủ tịch Thượng viện tạm quyền                                             |
|                                                     | William A. Wheeler (1819–1887)      | 4 tháng 3 năm 1877 – 4 tháng 3 năm 1881     | New York      | Phó Tổng thống Hoa Kỳ                                                      |
|                                                     | Chester A. Arthur (1829–1886)       | 4 tháng 3 – 19 tháng 9 năm 1881             | New York      | Phó Tổng thống Hoa Kỳ                                                      |
| Bỏ trống 19 tháng 9 năm 1881 – 10 tháng 10 năm 1881 |                                     |                                             |               |                                                                            |
|                                                     | Thomas F. Bayard (1828–1898)        | 10 tháng 10 năm 1881 – 13 tháng 10 năm 1881 | Delaware      | Chủ tịch Thượng viện tạm quyền                                             |
|                                                     | David Davis III (1815–1886)         | 13 tháng 10 năm 1881 – 3 tháng 3 năm 1883   | Illinois      | Chủ tịch Thượng viện tạm quyền                                             |
|                                                     | George F. Edmunds (1828–1919)       | 3 tháng 3 năm 1883 – 3 tháng 3 năm 1885     | Vermont       | Chủ tịch Thượng viện tạm quyền                                             |
|                                                     | Thomas A. Hendricks (1819–1885)     | 4 tháng 3 – 25 tháng 11 năm 1885            | Indiana       | Phó Tổng thống Hoa Kỳ                                                      |
| Bỏ trống 25 tháng 11 năm – 7 tháng 12 năm 1885      |                                     |                                             |               |                                                                            |
|                                                     | John Sherman (1823–1900)            | 7 tháng 12 năm 1885 – 26 tháng 2 năm 1887   | Ohio          | Chủ tịch Thượng viện tạm quyền                                             |
|                                                     | John James Ingalls (1833–1900)      | 26 tháng 2 năm 1887 – 3 tháng 3 năm 1889    | Kansas        | Chủ tịch Thượng viện tạm quyền                                             |
|                                                     | Levi P. Morton (1824–1920)          | 4 tháng 3 năm 1889 – 4 tháng 3 năm 1893     | New York      | Phó Tổng thống Hoa Kỳ                                                      |
|                                                     | Adlai Stevenson I (1835–1914)       | 4 tháng 3 năm 1893 – 4 tháng 3 năm 1897     | Illinois      | Phó Tổng thống Hoa Kỳ                                                      |
|                                                     | Garret Hobart (1844–1899)           | 4 tháng 3 năm 1897 – 21 tháng 11 năm 1899   | New Jersey    | Phó Tổng thống Hoa Kỳ                                                      |
|                                                     | William P. Frye (1830–1911)         | 21 tháng 11 năm 1899 – 4 tháng 3 năm 1901   | Maine         | Chủ tịch Thượng viện tạm quyền                                             |
|                                                     | Theodore Roosevelt (1858–1919)      | 4 tháng 3 – 14 tháng 9 năm 1901             | New York      | Phó Tổng thống Hoa Kỳ                                                      |
|                                                     | William P. Frye (1830–1911)         | 14 tháng 9 năm 1901 – 4 tháng 3 năm 1905    | Maine         | Chủ tịch Thượng viện tạm quyền                                             |
|                                                     | Charles W. Fairbanks (1852–1918)    | 4 tháng 3 năm 1905 – 4 tháng 3 năm 1909     | Indiana       | Phó Tổng thống Hoa Kỳ                                                      |
|                                                     | James S. Sherman (1855–1912)        | 4 tháng 3 năm 1909 – 30 tháng 10 năm 1912   | New York      | Phó Tổng thống Hoa Kỳ                                                      |
|                                                     | Augustus Octavius Bacon (1839–1914) | 30 tháng 10 năm 1912 – 5 tháng 12 năm 1912  | Georgia       | Chủ tịch Thượng viện tạm quyền                                             |
|                                                     | Jacob Harold Gallinger (1837–1918)  | 5 tháng 12 năm 1912 – 4 tháng 1 năm 1913    | New Hampshire | Chủ tịch Thượng viện tạm quyền                                             |
|                                                     | Augustus Octavius Bacon (1839–1914) | 5 tháng 1 năm 1913 – 18 tháng 1 năm 1913    | Georgia       | Chủ tịch Thượng viện tạm quyền                                             |
|                                                     | Jacob Harold Gallinger (1837–1918)  | 19 tháng 1 năm 1913 – 1 tháng 2 năm 1913    | New Hampshire | Chủ tịch Thượng viện tạm quyền                                             |
|                                                     | Augustus Octavius Bacon (1839–1914) | 2 tháng 2 năm 1913 – 15 tháng 2 năm 1913    | Georgia       | Chủ tịch Thượng viện tạm quyền                                             |
|                                                     | Jacob Harold Gallinger (1837–1918)  | 16 tháng 2 năm 1913 – 4 tháng 3 năm 1913    | New Hampshire | Chủ tịch Thượng viện tạm quyền                                             |
|                                                     | Thomas R. Marshall (1854–1925)      | 4 tháng 3 năm 1913 – 4 tháng 3 năm 1921     | Indiana       | Phó Tổng thống Hoa Kỳ                                                      |
|                                                     | Calvin Coolidge (1872–1933)         | 4 tháng 3 năm 1921 – 2 tháng 8 năm 1923     | Massachusetts | Phó Tổng thống Hoa Kỳ                                                      |
|                                                     | Albert B. Cummins (1850–1926)       | 2 tháng 8 năm 1923 – 4 tháng 3 năm 1925     | Iowa          | Chủ tịch Thượng viện tạm quyền                                             |
|                                                     | Charles G. Dawes (1865–1951)        | 4 tháng 3 năm 1925 – 4 tháng 3 năm 1929     | Illinois      | Phó Tổng thống Hoa Kỳ                                                      |
|                                                     | Charles Curtis (1860–1936)          | 4 tháng 3 năm 1929 – 4 tháng 3 năm 1933     | Kansas        | Phó Tổng thống Hoa Kỳ                                                      |
|                                                     | John N. Garner (1868–1967)          | 4 tháng 3 năm 1933 – 20 tháng 1 năm 1941    | Texas         | Phó Tổng thống Hoa Kỳ                                                      |
|                                                     | Henry A. Wallace (1888–1965)        | 20 tháng 1 năm 1941 – 20 tháng 1 năm 1945   | Iowa          | Phó Tổng thống Hoa Kỳ                                                      |
|                                                     | Harry S. Truman (1884–1972)         | 20 tháng 1 – 12 tháng 4 năm 1945            | Missouri      | Phó Tổng thống Hoa Kỳ                                                      |
|                                                     | Kenneth McKellar (1869–1957)        | 2 tháng 8 năm 1923 – 4 tháng 1 năm 1947     | Tennessee     | Chủ tịch Thượng viện tạm quyền                                             |
|                                                     | Arthur Vandenberg (1884–1951)       | 4 tháng 1 năm 1947 – 3 tháng 1 năm 1949     | Michigan      | Chủ tịch Thượng viện tạm quyền                                             |
|                                                     | Kenneth McKellar (1869–1957)        | 3 tháng 1 năm 1949 – 20 tháng 1 năm 1949    | Tennessee     | Chủ tịch Thượng viện tạm quyền                                             |
|                                                     | Alben W. Barkley (1877–1956)        | 20 tháng 1 năm 1949 – 20 tháng 1 năm 1953   | Kentucky      | Phó Tổng thống Hoa Kỳ                                                      |
|                                                     | Richard Nixon (1913–1994)           | 20 tháng 1 năm 1953 – 20 tháng 1 năm 1961   | California    | Phó Tổng thống Hoa Kỳ                                                      |
|                                                     | Lyndon B. Johnson (1908–1973)       | 20 tháng 1 năm 1961 – 22 tháng 11 năm 1963  | Texas         | Phó Tổng thống Hoa Kỳ                                                      |
|                                                     | Carl Hayden (1877–1972)             | 22 tháng 11 năm 1963 – 20 tháng 1 năm 1965  | Arizona       | Chủ tịch Thượng viện tạm quyền                                             |
|                                                     | Hubert Humphrey (1911–1978)         | 20 tháng 1 năm 1965 – 20 tháng 1 năm 1969   | Minnesota     | Phó Tổng thống Hoa Kỳ                                                      |
|                                                     | Spiro Agnew (1918–1996)             | 20 tháng 1 năm 1969 – 10 tháng 10 năm 1973  | Maryland      | Phó Tổng thống Hoa Kỳ                                                      |
|                                                     | James Eastland (1904–1986)          | 10 tháng 10 năm 1973 – 6 tháng 12 năm 1973  | Mississippi   | Chủ tịch Thượng viện tạm quyền                                             |
|                                                     | Gerald Ford (1913–2006)             | 6 tháng 12 năm 1973 – 9 tháng 8 năm 1974    | Michigan      | Phó Tổng thống Hoa Kỳ                                                      |
|                                                     | James Eastland (1904–1986)          | 9 tháng 8 năm 1974 – 19 tháng 12 năm 1974   | Mississippi   | Chủ tịch Thượng viện tạm quyền                                             |
|                                                     | Nelson Rockefeller (1908–1979)      | 19 tháng 12 năm 1974 – 20 tháng 1 năm 1977  | New York      | Phó Tổng thống Hoa Kỳ                                                      |
|                                                     | Walter Mondale (1928–2021)          | 20 tháng 1 năm 1977 – 20 tháng 1 năm 1981   | Minnesota     | Phó Tổng thống Hoa Kỳ                                                      |
|                                                     | George H. W. Bush (1924–2018)       | 20 tháng 1 năm 1981 – 13 tháng 7 năm 1985   | Texas         | Phó Tổng thống Hoa Kỳ                                                      |
|                                                     | Strom Thurmond (1902–2003)          | 13 tháng 7 năm 1985                         | Nam Carolina  | Chủ tịch Thượng viện tạm quyền                                             |
|                                                     | George H. W. Bush (1924–2018)       | 13 tháng 7 năm 1985 – 20 tháng 1 năm 1989   | Texas         | Phó Tổng thống Hoa Kỳ                                                      |
|                                                     | Dan Quayle (sinh 1947)              | 20 tháng 1 năm 1989 – 20 tháng 1 năm 1993   | Indiana       | Phó Tổng thống Hoa Kỳ                                                      |
|                                                     | Al Gore (sinh 1948)                 | 20 tháng 1 năm 1993 – 20 tháng 1 năm 2001   | Tennessee     | Phó Tổng thống Hoa Kỳ                                                      |
|                                                     | William Rehnquist (1924–2005)       | 8 tháng 1 năm 1999 – 12 tháng 2 năm 1999    | Wisconsin     | Chánh án Tòa án Tối cao (tại Phiên tòa luận tội Bill Clinton)              |
|                                                     | Dick Cheney (sinh 1941)             | 20 tháng 1 năm 2001 – 29 tháng 6 năm 2002   | Wyoming       | Phó Tổng thống Hoa Kỳ                                                      |
|                                                     | Robert Byrd (1917–2010)             | 29 tháng 6 năm 2002                         | Tây Virginia  | Chủ tịch Thượng viện tạm quyền                                             |
|                                                     | Dick Cheney (sinh 1941)             | 29 tháng 6 năm 2002 – 21 tháng 7 năm 2007   | Wyoming       | Phó Tổng thống Hoa Kỳ                                                      |
|                                                     | Robert Byrd (1917–2010)             | 21 tháng 7 năm 2007                         | Tây Virginia  | Chủ tịch Thượng viện tạm quyền                                             |
|                                                     | Dick Cheney (sinh 1941)             | 21 tháng 7 năm 2007 – 20 tháng 1 năm 2009   | Wyoming       | Phó Tổng thống Hoa Kỳ                                                      |
|                                                     | Joe Biden (sinh 1942)               | 20 tháng 1 năm 2009 – 20 tháng 1 năm 2017   | Delaware      | Phó Tổng thống Hoa Kỳ                                                      |
|                                                     | Mike Pence (sinh 1959)              | 20 tháng 1 năm 2017 – 20 tháng 1 năm 2021   | Indiana       | Phó Tổng thống Hoa Kỳ                                                      |
|                                                     | John Roberts (sinh 1955)            | 16 tháng 1 năm 2020 – 5 tháng 2 năm 2020    | New York      | Chánh án Tòa án Tối cao (tại Phiên tòa luận tội Donald Trump lần thứ nhất) |
|                                                     | Kamala Harris (sinh 1964)           | 20 tháng 1 năm 2021 – 19 tháng 11 năm 2021  | California    | Phó Tổng thống Hoa Kỳ                                                      |
|                                                     | Patrick Leahy (sinh 1940)           | 19 tháng 11 năm 2021                        | Vermont       | Chủ tịch Thượng viện tạm quyền                                             |
|                                                     | Kamala Harris (sinh 1964)           | 19 tháng 11 năm 2021 – 20 tháng 1 năm 2025  | California    | Phó Tổng thống Hoa Kỳ                                                      |
|                                                     | JD Vance (sinh 1984)                | 20 tháng 1 năm 2025 – nay                   | Ohio          | Phó Tổng thống Hoa Kỳ                                                      |